# Diane Venora
 (avril 2024).
Si vous disposez d'ouvrages ou d'articles de référence ou si vous connaissez des sites web de qualité traitant du thème abordé ici, merci de compléter l'article en donnant les références utiles à sa vérifiabilité et en les liant à la section « Notes et références ».
Diane Venora, née le 10 août 1952 à Hartford, (Connecticut, États-Unis) est une actrice américaine.

## Biographie

### Formation
Actrice shakespearienne de formation, elle intègre la Juilliard School en 1977, où elle côtoiera entre autres l'acteur Robin Williams.

### Carrière
C'est en 1988 qu'elle se fait connaître du grand public pour son rôle dans le film Bird, réalisé par Clint Eastwood, pour lequel elle sera nommée aux Golden Globes et remportera la distinction de la meilleure actrice dans un second rôle aux New York Film Critics Circle.
Venora a tourné pour de grands cinéastes, tels Francis Ford Coppola ou James Ivory. En 1995, elle incarne son rôle le plus marquant, celui de Justine Hanna, dans le polar Heat dirigé par Michael Mann, aux côtés d'Al Pacino et Natalie Portman. Elle partage l'affiche avec Richard Gere et Bruce Willis dans Le Chacal en 1997, ainsi qu'avec Antonio Banderas dans Le 13e Guerrier, de John McTiernan, sorti en 1999.
Parmi ses films les plus connus figurent aussi Cotton Club, Surviving Picasso, Roméo + Juliette, ou encore Révélations.

## Filmographie

### Cinéma

#### Courts métrages
- 1997 : Seed: A Love Story : Julia
- 2009 : Silver Street

#### Longs métrages
- 1981 : Wolfen de Michael Wadleigh : Rebecca Neff
- 1984 : Cotton Club (The Cotton Club) de Francis Ford Coppola : Gloria Swanson
- 1985 : Mort par ordinateur (Terminal Choice) de Sheldon Larry : Anna Lang
- 1986 : F/X, effets de choc (F/X) de Robert Mandel : Ellen
- 1987 : Ironweed d'Héctor Babenco : Margaret "Peg" Phelan
- 1988 : Bird de Clint Eastwood : Chan Parker
- 1995 : Trois vœux (Three Wishes) de Martha Coolidge : Joyce
- 1995 : Heat de Michael Mann : Justine Hanna
- 1996 : The Substitute de Robert Mandel : Jane Hetzko
- 1996 : Surviving Picasso de James Ivory : Jacqueline
- 1996 : Roméo + Juliette (William Shakespeare's Romeo + Juliet) de Baz Luhrmann : Gloria Capulet
- 1997 : Le Chacal (The Jackal) de Michael Caton-Jones : Major Valentina Koslova
- 1999 : Jugé coupable (True Crime) de Clint Eastwood : Barbara Everett
- 1999 : Le 13e Guerrier (The 13th Warrior) de John McTiernan : Reine Weilew
- 1999 : The Joyriders (en) de Bradley Battersby : Celeste
- 1999 : The Young Girl and the Monsoon (en) de James Ryan (en) : Giovanna
- 1999 : Révélations (The Insider) de Michael Mann : Liane Wigand
- 2000 : Hamlet de Michael Almereyda : Gertrude
- 2000 : Les Légendes de Brooklyn (Looking for an Echo) de Martin Davidson : Joanne Delgado
- 2001 : La Prophétie des ténèbres II (en) (Megiddo: The Omega Code 2) de Brian Trenchard-Smith et Paul J. Lombardi : Gabriella Francini
- 2002 : Heartbreak Hospital de Ruedi Gerber : Sunday Tyler / Andrea Harmon
- 2004 : L'Histoire (Stateside) de Reverge Anselmo : Mme Hengen
- 2004 : Breaking Dawn de Mark Edwin Robinson : mère
- 2005 : Le Cœur en sommeil (Touched) de Timothy Scott Bogart : Carole Davis
- 2005 : Self Medicated (en) de Monty Lapica : Louise Eriksen
- 2008 : Childless de Charlie Levi : Mary
- 2008 : Stiletto (en) de Nick Vallelonga : Sylvia Vadalos
- 2009 : The Ministers de Franc. Reyes : Gina Santana
- 2009 : Little Hercules in 3-D de Mohamed Khashoggi : Hera
- 2009 : Follow the Prophet (en) de Drew Ann Rosenberg : Red
- 2010 : Love and Secrets (All Good Things) d'Andrew Jarecki : Janice Rizzo

### Télévision

#### Téléfilms
- 1982 : Le Songe d'une nuit d'été (A Midsummer Night's Dream) d'Emile Ardolino : Hippolyta
- 1983 : La Course vers le pôle (Cook & Peary: The Race to the Pole) de Robert Day : Marie Fidele Hunt
- 1996 : Special Report: Journey to Mars de Robert Mandel : Lieutenant Tanya Sadavoy
- 2000 : L'Homme traqué (Race Against Time) de Geoff Murphy : Dr Helen Steele
- 2004 : Class Actions de Charles Haid : Justine Harrison
- 2005 : C.S. Lewis: Beyond Narnia (documentaire) de Norman Stone : Joy Davidman
- 2010 : Un amour plus que parfait (The Wish List) de Kevin Connor : Brenda

#### Séries télévisées
- 1980 : Getting There (programme court) : Melanie
- 1981 : Nurse (saison 2, épisode 03 : Rivals) : Ellen Brill
- 1985 : A.D. : Anno Domini (mini-série) : Corinna
- 1990 : Hamlet (Great Performances) (saison, épisode  : Hamlet) : Ophelia
- 1993 : New York, police judiciaire (Law and Order) (saison 3, épisode 13 : Souvenirs d'Auschwitz) : Mara Feder
- 1994 : Une rue du tonnerre (en) (Thunder Alley) (8 épisodes) : Roberta "Bobbi" Turner
- 1994 - 1995 : Chicago Hope : La Vie à tout prix (11 épisodes) : Dr Geri Infante
- 2000 : The Practice : Bobby Donnell et Associés (The Practice) (saison 5, épisode 04 : Le Revers de la médaille) : Margaret Wakefield
- 2004 : New York, unité spéciale (Law and Order: Special Victims Unit) (saison 5, épisode 16 : Coupés du monde) : Marilyn Nesbit
- 2005 : Threshold : Premier Contact (Threshold) :
  - (saison 1, épisode 01 : Les Arbres de verre [1/2]) : Angela Hatten
  - (saison 1, épisode 02 : Les Arbres de verre [2/2]) : Angela Hatten
  - (saison 1, épisode 05 : Réaction en chaîne) : Andrea Hatten
  - (saison 1, épisode 07 : Haute trahison) : Andrea Hatten
- 2006 : Esprits criminels (Criminal Minds) (saison 1, épisode 22 : La Quête, 1re partie) : Doris
- 2007 : Médium (Medium) (saison 3, épisode 10 : La Poupée) : Sarah Jane Levitt
- 2008 : Eleventh Hour (saison 1, épisode 01 : Résurrection) : Lea Muller
- 2009 : NCIS : Enquêtes spéciales (NCIS) (saison 7, épisode 06 : Une affaire de famille) : Shada Shakarji
- 2009 : Private Practice (saison 2, épisode 14 : Seconde Chance) : Sharon
- 2010 : Grey's Anatomy (saison 6, épisode 17 : L'Art et la Manière) : Audrey Taylor